# Dmitri Wassiljewitsch Rigin
Dmitri Wassiljewitsch Rigin (russisch Дмитрий Васильевич Ригин; * 10. April 1985 in Krasnojarsk, Sowjetunion) ist ein russischer Florettfechter.

## Erfolge
Dmitri Rigin gewann mit der russischen Florett-Mannschaft bereits bei der Sommer-Universiade 2007 in Bangkok und bei der Sommer-Universiade 2009 in Belgrad jeweils Gold.
2011 gewann Rigin beim Weltcup im Fechten „Löwe von Bonn“ im Halbfinale gegen Peter Joppich aus Deutschland und im Finale gegen Choi Byung-chul aus Südkorea.
Bei den Fechteuropameisterschaften 2011 in Sheffield und bei den Fechteuropameisterschaften 2014 in Straßburg errang Rigin jeweils Bronze mit der russischen Florett-Mannschaft.
Bei den Fechteuropameisterschaften 2015 in Montreux gewann Rigin Silber und ein Jahr später in Toruń Gold mit der Florett-Mannschaft. Bei den Fechtweltmeisterschaften 2015 in der russischen Hauptstadt Moskau gewann Rigin ebenfalls Silber mit der Florett-Mannschaft.